# 吳應恂
吳應恂（？—17世紀），字九迪，號旭海，直隸常州府宜興縣人，明朝、南明政治人物。

## 生平
天啟元年（1621年），吳應恂中式辛酉科應天鄉試第三名舉人，為《書經》經魁。崇禎十年（1637年）登丁丑科進士，獲授福建同安知縣，平息民變，捉拿並斬殺其首林建宇、周家檜。十五年調長沙，在當地釐清戶籍，制定糧役，減免刑罰，數句話就能判決案件；又兼攝湘潭，官兵缺糧時運來一千石糧食接濟，等到軍隊潰敗，他跟隨何騰蛟收復城池。北京淪陷，吳應恂禮遇左良玉兵馬，安然調度恬如方國安四萬人部隊；不久署長沙知府，改任武昌監軍，入朝出任戶部四川司主事，歷官員外郎、郎中，後事不詳。

## 家族
曾祖吴搃，祖吴承裕，父吴方选，绵州判官。

## 引用
1. 1 2  錢海岳《南明史·卷四十三·列傳第十九》：吳應恂，字九迪，宜興人。崇禎十年進士。授同安知縣，散佃民數萬，執渠林建宇、周家檜斬之。調長沙，清戶籍，定糧役，減罪恤罰，輒以數言決獄。兼攝湘潭，官兵乏米，運千石濟之，比至師潰，從何騰蛟復城。
2. ↑  雍正《宜興縣志·卷七·選舉志》：天啟元年辛酉（舉人） 吳應恂鄉魁，丁丑進士
3. ↑  《崇祯十年丁丑科进士三代履历》：吴应恂，曾祖搃，祖承裕，父方选，绵州判官。旭海，书三房，甲辰七月十六日生，宜兴县人，辛酉三名，会一百八十一名，三甲一百二名，通政司观政，本年十月授同安知县，庚辰考察，辛巳補金華府炤磨，壬午升長沙知縣，甲申升户部四川司主事。
4. ↑  錢海岳《南明史·卷四十三·列傳第十九》：北京亡，禮接左良玉兵，方國安以四萬人至，調度恬如。署長沙知府，改武昌監軍，入為戶部四川司主事，歷員外郎、郎中。